# Споменик цару Николају II
Споменик цару Николају II је поклон Руског војно-историјског друштва (Российское военно-историческое общество), дар Руске Федерације Србији. Налази се у парку Александров у Београду у Улици краља Милана, где је била амбасада Царевине Русије.

## Основни подаци
Споменик је дело руских скулптора Андреја Коваљчука (Андрей Николаевич Ковальчук) и Генадија Праватворова. Споменик има масу од око 50 тона и висок 7,5 метара, а сама скулптура 3,5 метра. Направљен је од бронзе, а постамент је од гранита. Рађен је у Русији око 6 месеци током 2014. године, допремљен 11. октобра, а свечано откривен  и освештан 16. новембра 2014. Истовремено је саниран и Девојачки парк по пројекту архитекте Јанка Крстића који је осмислио амбијент у коме је споменик. Парк су уредили радници ЈПК "Зеленило - Београд", у сарадњи са руским инжењерима.

## Откривање и освештање споменика
Споменик је откривен и освештан 16. новембра 2014. у оквиру обележавања стоте годишњице Првог светског рата. Чин освећења споменика обавили су патријарх московски и целе Русије Кирил и патријарх српски Иринеј, а том приликом положени су и венци. Били су присутни и председник Србије Томислав Николић, бројни грађани и новинарске екипе, владике, министар Велимир Илић, представници владе Русије, градоначелник Синиша Мали, амбасадор Русије у Београду Александар Чепурин, градски менаџер Горан Весић и други.
На отварању председник Николић је рекао: 
Овај споменик у срцу Београда сија у славу цара мученика Николаја II, као знак вечне победе доброте и правде, владарске и људске жртве за вредности веће од човека и цара, веће од живота. Као да је једна рука исписивала странице историје Србије и Русије. Без обзира на време и место, без обзира на облик друштвеног уређења, на то ко је на власти и како се та власт назива, борба за слободу, често за голи живот и библијско страдалаштво у томе заједничке су карике у светом ланцу трајања српског и руског народа, Србије и Русије. Цар Николај II Романов убијен је ритуално, убијано је хришћанство и подршка словенству. Ипатјевски дом је постао место патње и голготе, а убиство царске породице симбол страдања за друге.
Патријарх Кирил рекао је да је откривање и освештење споменика важан догађај који, без сваке сумње, има историјски значај и да је споменик у Србији, у част цара, први у Европи подигнут ван Русије:
Када говоримо о пријатељству и братству са српским народом ми не износимо само декларацију која је одвојена од живота, ми говоримо речи које су испуњене историјском истином.

Патријарх српски Иринеј је истакао да споменик у Улици краља Милана, није само споменик него и лик светог мученика: 
Овај дан подсећа на оно што је цар учинио за свој православни, српски народ.

## Шире уређење
На постаменту споменика са страна је одломак из писма Николаја II Александру Карађорђевићу из јула 1914. на руском и српском: „ ...Сви моји напори биће усмерени на очување достојанства Србије... Ни у ком случају Русија неће бити равнодушна према судбини Србије.“ Преко пута споменика, ка Улици краља Милана је спомен плоча посвећена некадашњој амбасади Царевине Русије.
Девојачки парк, површине око 0,2ha, је на падини ка Руском дому у Улици краљице Наталије и решен је каскадно са три терасе спојене степеницама. Сам споменик је на највишој тераси која је најближа Улици краља Милана, са којом је поред степеница спојен и лучном рампом.